# Bransby Point
Bransby Point är en udde i Montserrat (Storbritannien). Den ligger i parishen Saint Anthony, i den västra delen av Montserrat.